# Tân Mỹ (Bình Dương)
Tân Mỹ is een xã in huyện Tân Uyên, een district in de Vietnamese provincie Bình Dương.
Tân Mỹ ligt op de noordelijke oever van de Đồng Nai.